# Richard Kuhn
Richard Kuhn (n. Viena, Imperio austrohúngaro, 3 de diciembre de 1900 – Heidelberg, 1 de agosto de 1967) fue un químico y profesor universitario austríaco galardonado con el Premio Nobel de Química del año 1938 por sus descubrimientos sobre la síntesis de la vitamina A y sobre las enzimas.

## Biografía
Nació en la ciudad de Viena, en aquellos momentos capital del Imperio austrohúngaro y que hoy en día lo es de Austria.
Fue hijo del ingeniero Richard C. Kuhn y de la profesora Angelika Rodler. Estudió en la Universidad de Viena donde se licenció en 1921, y en la Universidad de Múnich, donde obtuvo su doctorado en 1922 con una tesis titulada "Sobre la especifidad de las enzimas" bajo la dirección de Richard Willstätter. Desde 1925 impartió clases en esta universidad. En 1930 fue nombrado jefe del departamento de química del Instituto de Investigación Médica Emperador Guillermo, de la Universidad de Heidelberg, siendo director del mismo desde 1937. Durante años colaboró con el Instituto Max Planck y la Universidad de Pensilvania.

## Investigaciones científicas
Investigó acerca de la constitución del caroteno, lo que le permitió llegar a sintetizar la vitamina A. Formó parte de un grupo de científicos alemanes que consiguieron aislar y posteriormente sintetizar la riboflavina o vitamina B2. Así mismo, trabajó acerca de la estereoquímica y las enzimas.
En 1938 le fue otorgado el premio Nobel de Química por estas investigaciones. Lo recibió en 1949, pues el régimen nazi le había prohibido hacerlo en su momento.

## Antisemitismo
Kuhn colaboró con oficiales nazis de alto rango, representando a los químicos alemanes y denunciando a sus colegas judíos en 1936.

## Eponimia
- El cráter lunar Kuhn lleva este nombre en su memoria.[2]